# 駐日イスラエル大使館

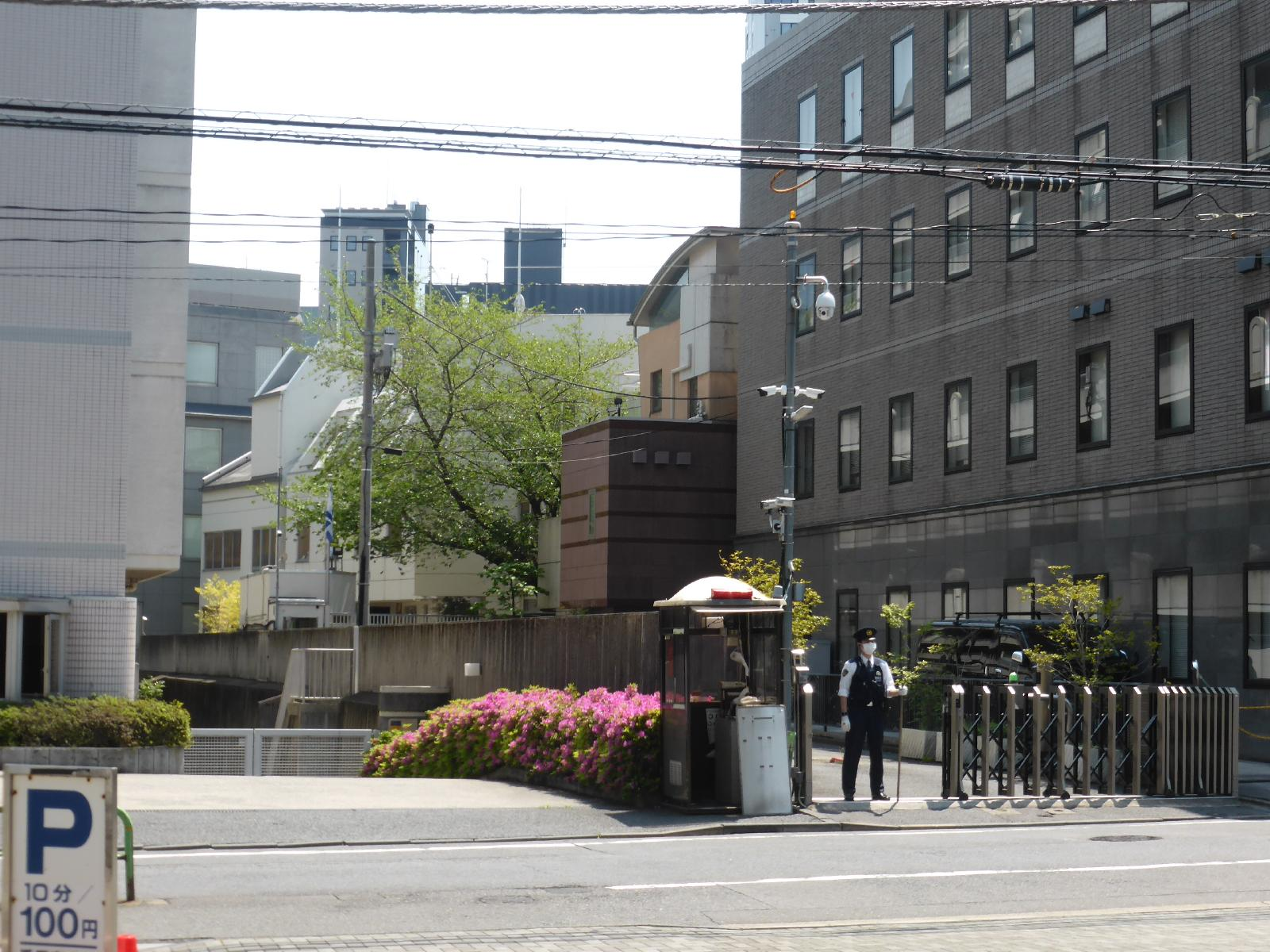

駐日イスラエル大使館（ちゅうにちいすらえるたいしかん、ヘブライ語: שגרירות ישראל ביפן、英語: Embassy of Israel in Japan）は、イスラエルが日本の首都・東京に設置している大使館である。日本がイスラエルを主権国家として承認した1952年に駐日イスラエル公使館として設置され、1963年に大使館に昇格して現在に至っている。
2015年11月、大使館経済部の下部組織として大阪市に西日本イスラエル貿易事務所が発足した。

## 所在地
| 日本語 | 〒102-0084 東京都千代田区二番町3番地   |
| 英語   | 3 Nibancho, Chiyoda-ku, Tokyo 102-0084 |

- アクセス: 東京メトロ有楽町線麹町駅6番出口

## 大使
2021年11月25日より、ギラッド・コーヘンが特命全権大使を務めている。

## 著名な在勤者

### 大使
- エリ・コーヘン - 国防軍中佐、政治家、空手家、剣道家、居合道剣士
- ヤッファ・ベンアリ - 令和の即位礼正殿の儀にイスラエル代表として参列

### 大使以外
- アヴィグドル・ダガン - 作家兼外交官。臨時代理公使としてイスラエル公使館に在勤していた[6]
- イスラエル・ストゥルロヴ - 臨時代理大使としてテレビに生出演[7][8]